# إريكا برادو
إريكا برادو (بالإنجليزية: Erika Prado)‏ (1 أغسطس 1984 بلوس أنجلوس في الولايات المتحدة - ) هي لاعبة كرة قدم أمريكية في مركز الوسط. لعبت مع FC Energy Voronezh ‏ وPali Blues ‏ وF.C. Indiana ‏.

## وصلات خارجية
- إريكا برادو على موقع Soccerway.com (الإنجليزية)